# تهذيب اللغة
تهذيب اللغة من أهم المعاجم العربية وأكثرها دقة وتهذيبًا، جمع فيه أبو منصور الأزهري شتات اللغة بعد أن رحل وقابل وشافَهَ كثيرًا من العرب الموثوق بعربيتهم من أجل جمع المادة اللغوية، وقد أثنى على معجم تهذيب اللغة غير واحد من العلماء من أمثال: ابن منظور صاحب لسان العرب وصديق بن حسن القنوجي البخاري في كتابه أبجد العلوم. ويعد معجم تهذيب اللغة من أهم الوثائق في تأريخ التأليف اللغوي وتأريخ المدارس اللغوية الأولى.

## أهمية الكتاب
يعد من أوثق المعاجم اللغوية في تاريخ المعجم العربي. أفلت من غارات التتار على الشرق الإسلامي، حين كانوا يحرقون المكتبات ويخربونها بغية القضاء على الثقافة العربية، ومحو التراث العربي. ومنذ أن صنعه مؤلفه أبو منصور، بقي الكتاب محتفظا بقيمته المعجمية العالية، وكفاة أصالة أنه كان المرجع الرئيسي والمعتمد الأول لابن منظور في كتابه «لسان العرب».
قال ابن منظور (ولم أجد في كتب اللغة أجمل من تهذيب اللغة للأزهري، ولا أكمل من المحكم لابن سيده... وما عداهما ثنيات الطريق) وقال القفطي: (رزق هذا التصنيف سعادة، وسار في الآفاق، واشتهر ذكره اشتهار الشمس) ثم ذكر ما علقه الزمخشري على أحد أجزائها حين ظفر بنسخة منه بخط الأزهري.
ألف الأزهري معجمه بعد ما تجاوز السبعين، ونهج فيه على منوال كتاب (العين) واتبع نظامه في تقليب الكلمة وذكر وجوهها، مع أنه نفى أن يكون من تأليف الخليل، وأكثر من الطعن على مؤلفه، حتى كأنه أراد الانتقام للخليل من الليث بن المظفر الذي يتهمه باختلاق العين على الخليل وقدم له بمقدمة تعتبر من أهم ما كتب في تاريخ اللغة العربية، ذكر فيها طبقات أئمة اللغة الذين اعتمد عليهم في جمع كتابه، مبيناً تراجمهم وآثارهم اللغوية، وهم خمس طبقات، تجمع ثمانية وثلاثين إماماً، وأتبع ذلك بباب نبه فيه إلى سبعة ممن اشتهروا بعلوم اللغة.
قال: وسميت كتابي تهذيب اللغة لأني قصدت بما جمعت فيه نفي ما أدخل في لغة العرب من الألفاظ التي أزالها الأغبياء عن صيغها، وغيرها الغُتم عن سننها... ولو أني أودعت كتابي هذا ما حوته دفاتري وقرأته من كتب غيري، ووجدته في الصحف التي كتبها الوراقون وأفسدها المصحفون لطال كتابي، ثم كنت أحد الجانين على لغة العرب ولسانها.
وقد عني فيه بالبلدان والمواضع والأمكنة والمياه عناية كبيرة، جعلت كتابه من أصح المصادر في هذا السبيل.

## نسخ الكتاب
من تهذيب اللغة توجد ثماني عشرة نسخة محفوظة في مكتبات العالم، من أهمها نسخة مكتبة عارف حكمت في المدينة المنورة، وهي مكتوبة بخط ياقوت الحموي، ويعود تاريخها إلى سنة 616هـ. وقد طُبع الكتاب لأول مرة سنة 1964م في مصر، بتحقيق مجموعة من العلماء.